# Jean Battaille
Pour les articles homonymes, voir Battaille.
Jean Battaille, né le 7 février 1863 dans le 1er arrondissement de Paris et mort le 1er août 1923 dans le 9e arrondissement de Paris, est un avocat parisien et un chansonnier français.

## Biographie
Jean Louis Battaille naît le 7 février 1863 dans le 1er arrondissement de Paris, fils de Charles-Amable Battaille, professeur au conservatoire impérial de musique, et de Louise Delapré. Il épouse, en premières noces, Marie Regnard, le 21 novembre 1895 dans le 1er arrondissement de Paris, de ce mariage sont issus trois enfants, Yvonne, Charles et Jacques, puis devenu veuf, il épouse, en secondes noces, Jeanne Dion, le 9 octobre 1920 dans le 9e arrondissement de Paris,.
Il fait ses études de droit et ensuite se fait inscrire au barreau de Paris où il plaide de 1884 à 1897. Ensuite, il décide d'embrasser une carrière de chansonnier et se fait embaucher au cabaret «Les Tréteaux des Tabarins », rue Victor-Massé, à Montmartre, où il connaît ses premiers succès, avec des chansons à la satire sans méchanceté.
On le verra se produire et se faire applaudir dans différents cafés-concerts comme aux « Mathurins », aux « Capucines », aux « Noctambules » et à la « Maison du Rire » de l'Exposition universelle de 1900 où il officie comme directeur artistique. Il se produit également à « La Boîte à Fursy » et au « Cabaret des Arts ».
Il ne chante pas que ses chansons, mais amoureux des chansons anciennes, il en émaille son répertoire.
En 1904, on le voit comme directeur artistique du théâtre du casino de la forêt de la jeune station balnéaire Paris-Plage où il joue au côté de Victor Boucher.
Il meurt le 1er août 1923 dans son domicile du no 61 rue Condorcet du 9e arrondissement de Paris.

## Distinctions
- Officier d'académie

Jean Battaille est nommé officier d'Académie par décret du 24 décembre 1885.

## Œuvres
- Il pense à la mort de Louis XVI (XIXe siècle)[8]
- Le maire du Kremlin-Bicêtre (XIXe siècle)[9]
- Les bonnes grosses Dames ! (1899)[10]
- Les p'tits Messieurs au gros bedon ! (1901)[11]
- Faut du Courage ! (1917)[12]
- Qu'est ç'que j'vois là ? (1917)[13]

## Pour approfondir